# Cylisticus orientalis
Cylisticus orientalis är en kräftdjursart som beskrevs av Borutzkii 1939. Cylisticus orientalis ingår i släktet Cylisticus och familjen Cylisticidae. Inga underarter finns listade i Catalogue of Life.